# 飯沼邦彦
飯沼 邦彦（いいぬま くにひこ、1967年6月29日 - ）は、日本の実業家。SBI生命保険代表取締役社長や、SBIインシュアランスグループ取締役副会長、SBI大学院大学客員教授、統計数理研究所共同研究員などを務めた。

## 人物・経歴
千葉県出身。慶應義塾大学理工学部数理科学科卒業。一橋大学大学院国際企業戦略研究科金融工学専攻修了、ファイナンス修士。総合研究大学院大学複合科学研究科統計科学専攻博士課程単位修得退学。統計数理研究所共同研究員、SBI大学院大学客員教授、法政大学理工学部兼任講師、日本アクチュアリー会試験委員など。
1991年あさひ銀行入行。1995年シグナ・インシュアランス・カンパニー入社。1998年チューリッヒ・インシュアランス・カンパニー入社。1999年ザ・ロンドン・アシュアランス ビジネス・ストラテジー部長。2003年エース損害保険経営企画室長。2005年マスミューチュアル生命保険ALM・収益管理部長。2006年スコティッシュ・リー日本駐在員事務所シニア・アクチュアリアル・コンサルタント。2008年アール・ビー・エス証券日本支店金融機関ソリューション・アンド・アドバイザリー部門長シニア・ディレクター。2011年UBS証券債券本部債券営業部金融法人ALMソリューションエグゼクティブ・ディレクター。
2013年SBIホールディングス生保準備室副室長。2015年ピーシーエー生命保険取締役代表執行役社長。同年からSBI生命保険代表取締役社長を務め、2016年からは自社開発の新商品を導入した。2019年SBI生命保険顧問、SBIインシュアランスグループ顧問。同年SBIインシュアランスグループ取締役副会長。
2020年7月現在、RGAリインシュアランスカンパニー日本支店ヴァイスチェアマン、チーフストラテジーオフィサー。